# Staroje Tsjaplino
Staroje Tsjaplino (Russisch: Старое Чаплино; "Oud-Tsjaplino"), vroeger (Joepik) Oeng’azik (Russisch: Ун’азик; Oen'azik; "gebaleind") of Tsjaplino, is een Russische grenspost en een voormalig Joepik-dorp aan zuidoostzijde van het Tsjoektsjenschiereiland, in het Tsjoekotse district Providenski. Bij de plaats staat een vuurtoren.
De nederzetting ligt aan de Beringzee bij Kaap Tsjaplino, die het uiteinde vormt van twee landtongen die het Najvakmeer omringen. Staroje Tsjaplino is door een ongeveer 40 kilometer lange onverharde weg verbonden met het noordwestelijker gelegen dorp Novoje Tsjaplino ("Nieuw-Tsjaplino")
De naam Tsjaplino zou zijn afgeleid van een sjamaan met de naam 'Sjaplin', maar kleine kinderen leren het tegenwoordig als afkomstig van de meer bekendere 'Charlie Chaplin'.
De inwoners van het dorp waren actief in de jacht op walrussen en walvissen (onder andere Groenlandse walvis). Op het hoogtepunt in de 19e eeuw woonden er ruim 500 mensen. Onder Amerikaanse walvisvaarers stond het bekend als 'Indian Point' (ze noemden de inwoners indianen) en op Engelstalige kaarten stond het ingetekend als 'Cape Chaplino'. Nadat eerst Amerikaanse en later ook Noorse, Britse en Japanse walvisvaarders begin 20e eeuw de zeeën rondom het dorp grotendeels hadden leeggevist, werd een deel van de bevolking in de jaren 1927 en 1928 naar Oeëlkal verplaatst en vertrokken een aantal anderen naar het eiland St. Lawrence. Een jaar eerder waren al een aantal inwoners meegegaan met Georgi Oesjakov om een nieuw bestaan op te bouwen in het dorp Oesjakovskoje op Wrangel.
In de jaren 1958 en 1959, toen er ongeveer 200 mensen woonden (waaronder ook een aantal Tsjoektsjen en niet-Siberjaken) werd besloten tot de sluiting van de plaats, waarbij de inwoners werd verteld dat de plek vatbaar was voor overstromingen (het officiële verhaal was erosie van de kust). De meesten van hen eindigden in het nieuw gebouwde dorp Novoje Tsjaplino (op de plek van de vroegere seizoensnederzetting Tkatsjen) waar veel van hen niet konden aarden. Een nazaat van hen verklaarde in 1998 dat na vijf jaar een groot aantal ouderen stierf. De nieuwe plaats lag op een ongunstige plek met veel minder wild, waardoor de inwoners veel verder moesten varen om bij hun jachtgebieden te komen.
'Tsjaplino' (beter bekend als Centraal-Siberisch Joepik) is tegenwoordig het meest gesproken Aziatische Joepikse dialect (het 'Sirenik' uit Sireniki is uitgestorven en van het 'Naoekan' uit Naoekan zijn nog slechts een paar sprekers). Tussen Novoje en Staroje Tsjaplino ligt een voormalig Pionierkamp tussen de heuvels Oetjoeg en Saltsjik.